# Adam Laxman

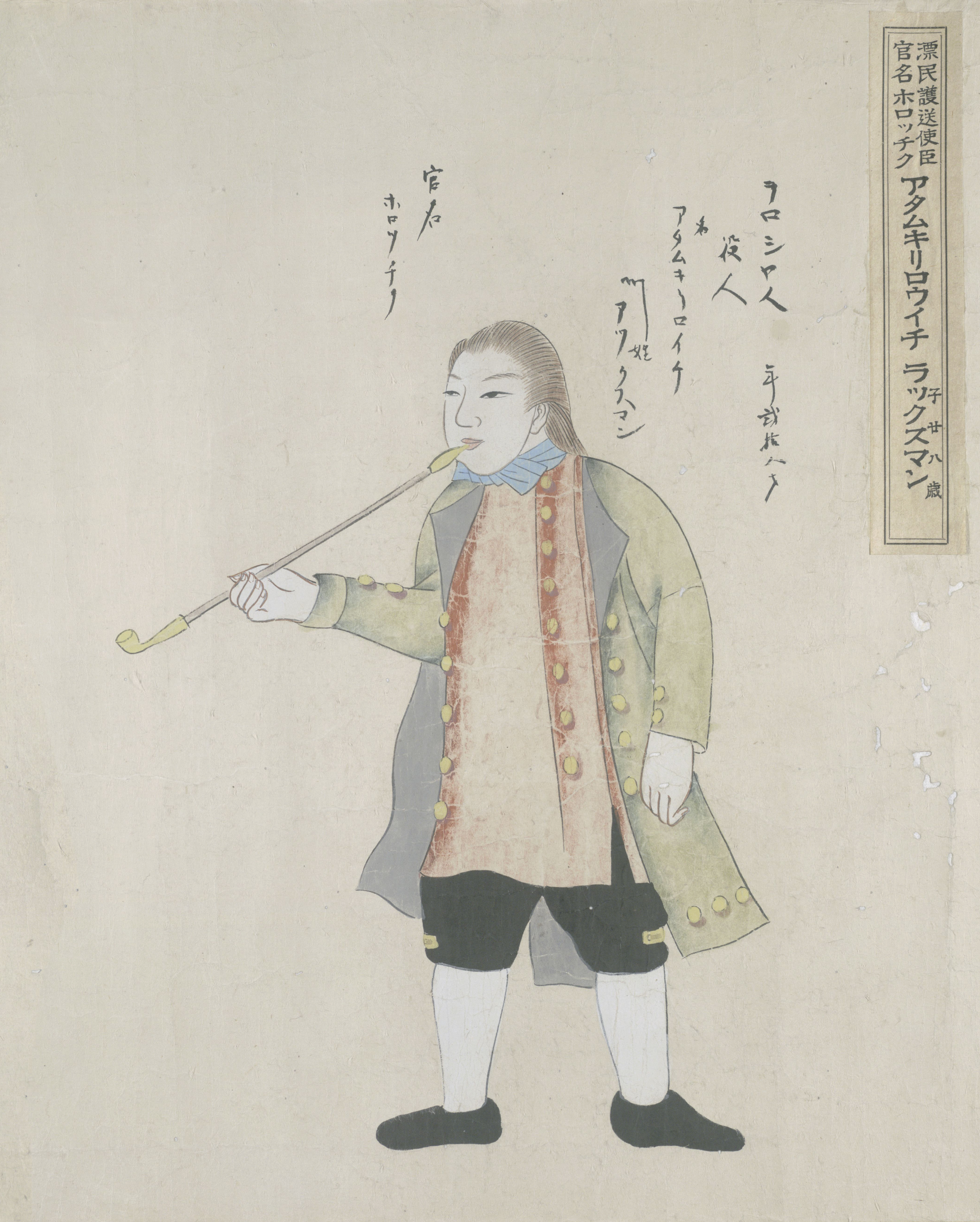
Pintura japonesa de Adam Laxman.

Adam Kirillovitch (Erikovitch) Laxman (em russo: Адам Кириллович (Эрикович) Лаксман) (1766-1806?) foi um oficial militar sueco-finlandês e um dos primeiros elementos da Rússia Imperial a ir para o Japão. Um tenente militar do Império Russo, ele foi contratado para liderar uma expedição para o Japão em 1791, entregando dois náufragos japoneses ao seu país de origem, em troca de concessões comerciais do shogunato Tokugawa. Foi filho de Erik Lakman.